# Assedio di Dunboy
L'assedio di Dunboy fu un assedio che ebbe luogo al castello di Dunboy dal 5 al 18 giugno del 1602, nel corso della guerra dei nove anni in Irlanda. Fu una delle ultime battaglie del conflitto e fu una vittoria per l'esercito inglese.

## Il castello
Il  castello di Dunboy era situato presso il villaggio di Castletownbere, nella penisola di Beara, contea di Cork, nell'Irlanda sudorientale. Esso era una casatorre in pietra, costruita per controllare e difendere il porto di Bearhaven, una delle fortezze di Donal Cam O'Sullivan Beare, clan gaelico e capo del clan Dunboy.
O'Sullivan era membro della confederazione di capi gaelici che si erano rivoltati a Elisabetta I d'Inghilterra. Questi era sostenuto da re Filippo III di Spagna il quale aveva inviato delle forze d'invasione a Kinsale al comando di don Juan del Águila. Dopo che Águila si era arreso al Lord Deputy d'Irlada, lord Mountjoy, nel gennaio del 1602, O'Sullivan si era risolto a proseguire da solo la sua lotta e raccolse le sue forze a Dunboy.

## Lo sbarco degli spagnoli
O'Sullivan, per prima cosa, doveva recuperare il possesso del suo castello dopo che una piccola guarnigione spagnola al comando del capitano Saavedra l'aveva occupato. A febbraio di quello stesso anno, infatti, come parte dei termini della resa di Águila a Mountjoy, Saavedra avrebbe dovuto consegnare il castello nelle mani degli inglesi ma i suoi uomini vennero attaccati e disarmati dalle forze di O'Sullivan (che rilasciò il capitano spagnolo e lo rispedì in Spagna). O'Sullivan sequestrò agli spagnoli però tutte le loro armi, i rifornimenti e le munizioni, dedicandosi immediatamente a rafforzare il castello per l'inevitabile assalto degli inglesi. Lasciò 143 dei suoi uomini migliori alla difesa del castello in sua assenza sotto il comando del capitano Richard MacGeoghegan ed alle cure spirituali di frà Dominic Collins.
La Corona inglese inviò un esercito di 5000 uomini al comando di sir George Carew, Lord Presidente di Munster, a sopprimere la resistenza in loco. Carew ebbe inoltre il supporto della marina inglese. Prima che l'assedio potesse avere luogo, ad ogni modo, O'Sullivan e gran parte delle sue forze erano già pronte a marciare verso un'altra delle sue fortezze, il Castello di Ardea, sulla costa nord del promontorio di Beara, per mettere al sicuro il suo tesoro ed i rifornimenti appena giunti via nave dalla Spagna.

## L'assedio
Carew iniziò l'assedio con un bombardamento di artiglieria via mare e via terra. Uno dei cugini di O'Sullivan, che era alleato dello stesso Carew, Owen O'Sullivan di Carrignass, informò il comandante inglese di un punto debole delle mura del castello. I cannoni vennero diretti in quel punto ed i muri ben presto fecero breccia. Al decimo giorno di assalti, il castello era ridotto ormai in rovina.
Richard Mac Geoghegan, il cui figlio Bryan rimase ucciso nello scontro, inviò un messaggero a Carew chiedendo i termini per una resa. Secondo le regole di guerra dell'epoca, ad ogni modo, la resa incondizionata era la soluzione richiesta per l'occasione. Carew rispose facendo impiccare il messaggero davanti agli occhi dei difensori. Certi del loro fato se fossero rimasti, alcuni difensori si gettarono in acqua e nuotarono sino alla vicina isola di Bere dove vennero poi uccisi o catturati. Il restante degli uomini fu in grado di respingere ancora un ultimo assalto ed infine si chiusero nelle cantine del castello. Nel frattempo, le forze della Corona inglese razziarono la vicina isola di Dursey, dove risiedeva la famiglia di O'Sullivan.
L'undicesimo giorno d'assedio, la cantina del castello era stata completamente distrutta. MacGeoghegan venne visto dal capitano Power nel tentativo di accendere la miccia di un barile di polvere da sparo per far saltare ciò che rimaneva della struttura per evitare che cadesse nelle mani dei nemici. Tutti i prigionieri catturati nell'ultimo assalto al castello vennero impiccati nella piazza del mercato della vicina cittadina di Berehaven ad eccezione di tre di loro: due vennero impiccati successivamente per aver fornito false informazioni, mentre frà Dominic Collins venne interrogato da Carew, che gli chiese di giurare alla causa degli inglesi per evitare l'esecuzione. Collins si rifiutò e venne pertanto portato al suo paese d'origine, Youghal, ed ivi impiccato.

## Conseguenze
Dopo la caduta di Dunboy, O'Sullivan si dedicò ad una campagna di guerriglia attorno a West Cork, conquistando almeno sei castelli nell'area. Dovendo però confrontarsi con la mancanza di viveri, iniziò una marcia per unirsi alle forze dei suoi alleati nell'Irlanda del nord con 1000 uomini, donne e bambini ("marcia di O'Sullivan").
O'Sullivan venne attaccato durante questa marcia e quando giunsero al rifugio presso il castello di O'Rourke presso Leitrim, erano rimasti solo in 35 dal momento che molti erano morti durante gli scontri, per il freddo o per la fame, oppure si erano insediati lungo il percorso.
A Leitrim, O'Sullivan cercò di unirsi ad altri capi dell'Irlanda del nord per combattere gli inglesi e organizzare le ultime forze loro rimaste, ma la resistenza terminò quando il conte di Tyrone riuscì a raggiungere un accordo di pace con gli inglesi, giurando fedeltà alla Corona britannica. O'Sullivan declinò l'invito al giuramento e scelse l'opzione dell'esilio in Spagna, dove poi venne ucciso.